# Markel Brown
Demarious Markel Brown (Alexandria, Louisiana; 29 de enero de 1992) es un jugador profesional de baloncesto estadounidense que pertenece a la plantilla del Pallacanestro Trieste de la Lega Basket Serie A. Jugó baloncesto universitario para la Universidad Estatal de Oklahoma.

## Trayectoria deportiva

### Instituto
Brown asistió al instituto "Peabody Magnet High School" en Alexandria, Louisiana. En su último año como "senior", promedió 32 puntos, 10 rebotes, cinco asistencias, tres tapones y tres robos por partido, pasando a ser nombrado Jugador del Año Louisiana y Louisiana Mr. Basketball de 2010 por la Asociación de Periodistas Deportivos de Louisiana.

### Universidad
En su primera temporada como "freshman" en Oklahoma State, Brown lideró a su equipo con 33 tiros taponados, la mayor cantidad por un escolta de los Cowboys y la quinta mayor cantidad por un "freshman" (debutante) en la universidad. En 34 partidos (10 como titular), promedió 6,4 puntos, 2,5 rebotes, 1,4 asistencias y 1,0 tapones en 21,6 minutos por partido.
En su segunda temporada como "sophomore", fue elegido el "Dunker del Año" por "CollegeBasketballTalk" en NBCSports.com. En 33 partidos (26 como titular), promedió 10,5 puntos, 5,1 rebotes, 2,4 asistencias y 1,2 robos en 31,1 minutos por partido.
En su tercera temporada como "junior", fue nombrado en el mejor quinteto del distrito VI de la USBWA, segundo mejor quinteto del distrito 8 de la NABC y el segundo mejor quinteto de la Big 12. También se convirtió en el jugador número 37 en la historia de la universidad en registrar 1.000 puntos en su carrera, y el segundo jugador en la historia de la universidad en registrar 200 asistencias, 100 robos y 75 tiros taponados en una carrera, uniéndose a Byron Houston. En 33 partidos (todos como titular), promedió 15,3 puntos, 4,4 rebotes, 2,4 asistencias y 1,0 robos en 34,1 minutos por partido.
En su cuarta y última temporada como "senior", fue nombrado en el segundo mejor quinteto de la Big 12 por segunda vez en su carrera. En 34 partidos (todos como titular), promedió 17,2 puntos, 5,3 rebotes, 2,9 asistencias, 1,0 robos y 1,0 tapones en 35,3 minutos por partido.

### Profesional
El 26 de junio de 2014, fue seleccionado en el puesto número 44 de la segunda ronda en el Draft de la NBA de 2014 por los Minnesota Timberwolves, luego fue traspasado a los Brooklyn Nets en la noche del draft. En julio de 2014, se unió a los Nets para la NBA Summer League. El 23 de julio de 2014, firmó un acuerdo con los Nets.
En julio de 2015, Brown volvió a unirse a los Nets para la Liga de Verano de la NBA de 2015. Perdió su rol de titular para la temporada 2015-16 jugó con menos asiduidad. El 5 de marzo de 2016, anotó un récord personal de 23 puntos en la derrota de los Nets 132-118 ante los Minnesota Timberwolves.
El 26 de septiembre de 2016, Brown firmó con los Cleveland Cavaliers. Sin embargo, el jugador sería cortado el 20 de octubre de 2016, después de disputar seis partidos de pretemporada.
El 25 de octubre de 2016, Brown llegó a Europa y firmó con el club ruso del BC Khimki para el resto de la temporada 2016-17. 
El 24 de septiembre de 2017, Brown firmó un contrato con el Oklahoma City Thunder, en el que solo jugaría durante unas semanas.
El 15 de enero de 2018, Brown firmó por los Houston Rockets por seis meses, para sustituir a Brianté Weber.
El 24 de julio de 2018, Brown firmó un contrato de un temporada con el equipo turco del Darüşşafaka S.K., para disputar la BSL y la Euroliga. 
El 24 de septiembre de 2019, el Oklahoma City Thunder firmó a Brown. Tres días más tarde, Brown se unió al Oklahoma City Blue. Durante la temporada 2019-20 Brown se perdió varios partidos en noviembre por una lesión en el tobillo izquierdo. El 10 de enero de 2020, Brown registró 24 puntos, cinco rebotes y dos asistencias en una victoria por 120-97 sobre Raptors 905. Durante la temporada 2019-20 romedió 11,9 puntos, 3,2 rebotes y 2,8 asistencias por partido con Oklahoma City Blue. 
El 4 de agosto de 2020 firma por el Hapoel Eilat B.C. de la Ligat ha'Al israelí.
El 11 de agosto de 2021, firma por el Antwerp Giants en la BNXT League.
El 20 de julio de 2022 fichó por el Pallacanestro Varese en la Lega Basket Serie A.
El 25 de julio de 2023, firma por el Bàsquet Girona de la Liga Endesa. El 21 de diciembre de 2023, llega a un acuerdo para rescindir su contrato con el conjunto gerundense. Dos días más tarde firmó con el Napoli Basket de la Lega Basket Serie A italiana.
El 17 de julio de 2024 firmó con el Pallacanestro Trieste de la Lega Basket Serie A italiana.

## Estadísticas de su carrera en la NBA

### Temporada regular
| Año     | Equipo   | PJ  | PT | MPP  | %TC  | %3P  | %TL  | RPP | APP | ROB | TPP | PPP |
| ------- | -------- | --- | -- | ---- | ---- | ---- | ---- | --- | --- | --- | --- | --- |
| 2014-15 | Brooklyn | 47  | 29 | 16.6 | .362 | .266 | .825 | 2.3 | .8  | .7  | .3  | 4.6 |
| 2015-16 | Brooklyn | 62  | 6  | 15.8 | .394 | .314 | .755 | 2.0 | 1.5 | .6  | .2  | 5.9 |
| Total   | Total    | 109 | 35 | 16.2 | .382 | .297 | .781 | 2.1 | 1.2 | .6  | .2  | 5.3 |

### Playoffs
| Año   | Equipo   | PJ | PT | MPP | %TC  | %3P  | %TL   | RPP | APP | ROB | TPP | PPP |
| ----- | -------- | -- | -- | --- | ---- | ---- | ----- | --- | --- | --- | --- | --- |
| 2015  | Brooklyn | 2  | 1  | 5.0 | .400 | .000 | 1.000 | 1.0 | .5  | .0  | .0  | 3.0 |
| Total | Total    | 2  | 1  | 5.0 | .400 | .000 | 1.000 | 1.0 | .5  | .0  | .0  | 3.0 |